# Antonín Klimek
Antonín Klimek (18. ledna 1937 Praha – 9. ledna 2005 Praha) byl český historik, který se zabýval především historií první Československé republiky. Jeho bratr Hynek Klimek je český spisovatel, novinář a publicista.

## Život
V roce 1960 vystudoval historii na pražské Filozofické fakultě UK. Po absolutoriu hledal uplatnění ve vědě vzhledem k svému nevhodnému třídnímu profilu (strýc Adolf Klimek byl totiž před Únorem 1948 generálním tajemníkem Československé strany lidové) jen velmi těžko. Nakonec se stal v témže roce archivářem pražského archivu koncernu Škoda-Plzeň, kde pracoval třicet let až do roku 1990 – nejen na dějinách koncernu. Postupně se vypracoval na znalce hospodářských dějin a předního znalce dějin první republiky.
První práce však mohl publikovat až v roce 1989 (Diplomacie na křižovatce Evropy, Jak se dělal mír roku 1919). V 90. letech 20. století pracoval jako historik v Historickém ústavu Armády České republiky. Stěžejními díly se staly dvoudílný Boj o hrad (1996–98), v němž kriticky rozebral vnitřní politiku první republiky v období boje o nástupnictví po T. G. Masarykovi, a dva díly Velkých dějin zemí Koruny české (XIII. a XIV. díl, 2001–02), v nichž vylíčil pro tento projekt období první Československé republiky. Čestné občanství MČ Praha 2 mu bylo uděleno 8. října 2007 in memoriam.

## Dílo
- 1989 - Diplomacie na křižovatce Evropy
- 1989 - Jak se dělal mír roku 1919
- 1995 - Československá zahraniční politika 1918–1938 (spolu s Eduardem Kubů)
- 1995 - Vítěz, který prohrál, generál Radola Gajda (spolu s Petrem Hofmanem)
- 1996-98 - Boj o Hrad I, II
- 1998 - Říjen 1918
- 2001 - Velké dějiny zemí Koruny české - díl XIII. (1918–1929)
- 2002 - Velké dějiny zemí Koruny české - díl XIV. (1929–1938)
- 2003 - Vítejte v první republice, Havran, ISBN 80-86515-33-8
- 2003 - 30. 1. 1933: Nástup Hitlera k moci. Začátek konce Československa